# Hemidactylus stejnegeri
Hemidactylus stejnegeri (лат.) — вид гекконовых ящериц из рода полупалых гекконов, обитающий на Филиппинах, Тайване и во Вьетнаме. Видовое название stejnegeri дано в честь норвежско-американского герпетолога Леонарда Штейнегера. Обитает в лесах на высоте до 1500 м над уровнем моря. Является яйцекладущим, триплоидным, партеногенетическим видом. Международный союз охраны природы отнёс его к «видам, вызывающим наименьшие опасения».